# اچ‌دی ۱۲۶۲۷۱
اچ‌دی ۱۲۶۲۷۱ یک ستاره است که در صورت فلکی گاوران قرار دارد.